# 고고과학
고고과학(Archaeological science)은 과학적인 기법을 고고학에 도입한 학문 분야이다.
그 중 고고측정학(archaeometry)은 고고학적 대상의 연대나 성분을 측정하는 학문 분야이다.

## 같이 보기
- 고고유전학
- 연륜연대학
- 전자 스핀 공명
- 방사성 탄소 연대 측정
- 보존과학